# Injustice Gang
De Injustice Gang (ook wel bekend als Injustice Gang of the World) is een groep van superschurken uit de strips van DC Comics. De groep werd bedacht door Len Wein als tegenstanders voor de Justice League.

## 1e formatie
De originele Injustice League bestond uit:
- Libra
- Chronos
- Mirror Master (Sam Scudder)
- Poison Ivy
- Scarecrow
- Shadow Thief
- Tattooed Man

Dit team was samengesteld door Libra om een door hem gemaakt apparaat te testen dat krachten van supermensen kan stelen. De Gang gebruikte dit apparaat om de helft van de krachten van alle JLA leden te absorberen, en aan Libra te geven. Libra probeerde het apparaat vervolgens op het universum in de hoop zo een god te worden, maar in plaats daarvan werd hij geabsorbeerd door het universum. Dankzij de robot Amazo kon de JLA hun krachten terugkrijgen. De Injustice Gang hield niet lang stand na Libra’s verdwijning.
Een tweede groep met dezelfde naam verscheen kort daarna, bestaande uit:
- Captain Boomerang
- Floronic Man
- I.Q.
- Shark
- Ocean Master
- Abra Kadabra

## 2e formatie
In de "Rock of Ages" verhaallijn van JLA (#10-15) verscheen een team bestaande uit:
- Lex Luthor
- Joker
- Circe
- Dr. Light (Arthur Light)
- Mirror Master (Evan McCulloch)
- Ocean Master
- Jemm

Luthor hervormde dit team in de "World War III" verhaallijn (JLA #36-41), met als nieuwe leden:
- Queen Bee
- The General
- Prometheus

## Andere versies

### Justice League Animated
In de serie Justice League vormde Lex Luthor een Injustice Gang bestaande uit Cheetah, Copperhead, Solomon Grundy, The Shade, Star Sapphire, en de Ultra-Humanite. Copperhead werd al snel gearresteerd, waarna zijn plaats werd ingenomen door The Joker.

### The Batman
In de serie The Batman vormde The Penguin een versie van de Injustice Gang in de aflevering Team Penguin. De leden van zijn team waren Killer Moth, Ragdoll,  Firefly en Killer Croc. Bane ontving ook een uitnodiging, maar kon niet komen omdat Batman en Robin hem voortijdig uitschakelden. Dit team hield niet lang stand vanwege onenigheid tussen de leden.
In seizoen 5 van de serie vormde Lex Luthor een Injustice Gang, bestaande uit Mr. Freeze, Clayface, Poison Ivy, Black Mask, Bane, en Metallo.

### Amalgam Comics
In de serie Amalgam Comics wordt de Injusitce Gang gecombineerd met Marvel Comics’ Hellfire Club tot de Hellfire League of Injustice, en met de Brotherhood of Mutants tot de Brotherhood of Injustice.

### Andere Injustice Gangs
De naam Injustice Gang wordt door fans van DC Comics vaak gegeven aan elke groep bestaande uit meerdere tegenstanders van de Justice League, zelfs wanneer die groep in de strips zelf niet bij deze naam wordt genoemd.